# Una of the Sierras
Una of the Sierras è un cortometraggio muto del 1912 diretto da Ralph Ince.

## Produzione
Il film fu prodotto dalla Vitagraph Company of America.

## Distribuzione
Distribuito dalla General Film Company, il film uscì nelle sale cinematografiche statunitensi il 15 novembre 1912.